# Million Miles Away
Pour les articles homonymes, voir Million Miles Away (homonymie).
Singles de The Offspring
Want You Bad
(2001) Defy You
(2001)
Pistes de Conspiracy of One
Want You Bad 
(4) Dammit, I Changed Again 
(6)
Million Miles Away est la 5e piste du 6e album, Conspiracy of One, du groupe de punk rock californien The Offspring. 
Cette chanson est le 3e single extrait de l'album et dure 3 min 40.
Elle apparait dans la bande annonce du film Orange County en 2002. Cette chanson ne fait pas partie des best-of du groupe sortis en 2005 : Greatest Hits et Complete Music Video Collection.
Le single de la face B Sin City (qui est une reprise du groupe AC/DC se trouve sur l'album Happy Hour!, une compilation sortie uniquement au Japon en 2010.
La chanson est assez populaire parmi les fans de The Offspring, toutefois, elle est rarement jouée en live et reste l'un de leurs singles les moins connus.

## Classements hebdomadaires
| Classement (2001)              | Meilleure position |
| ------------------------------ | ------------------ |
| Irlande (IRMA)                 | 49                 |
| Italie (FIMI)                  | 42                 |
| Royaume-Uni (UK Singles Chart) | 21                 |
| Royaume-Uni (UK Rock Chart)    | 1                  |
| Suisse (Schweizer Hitparade)   | 97                 |